# Moïse sauvé des eaux (La Fosse)
Pour les articles homonymes, voir Moïse sauvé des eaux.
Moïse sauvé des eaux est un tableau de Charles de La Fosse réalisé en 1701 représentant un épisode biblique, où Moïse dans son berceau est retiré des eaux du Nil par la fille du Pharaon (Exode 2, 1-10).

## Contexte de l'œuvre
Les différents épisodes de la vie de Moïse étaient très demandés par l'Église catholique, qui considère le Patriarche comme une préfiguration du Christ. L'un des plus sollicités était Moïse sauvé des eaux, la scène étant comparable à la résurrection de Jésus, comme l'attestent de nombreuses œuvres d'artistes tels que Paul Véronèse, Orazio Gentileschi et Edwin Long.
Ainsi, en 1701, ce tableau est commandé pour le cabinet du billard au château de Versailles.
Le tableau est conservé dans la salle 36 de l'aile Sully du musée du Louvre à Paris.

## Analyse
La grâce des personnages et le coloris doré d'inspiration vénitienne témoignent du climat apaisé de l'art lors de la fin du règne de Louis XIV.
La technique employée montre également que les rubénistes — parmi lesquels figure La Fosse — ont pris le pas sur les poussinistes, dans leur querelle s'inscrivant dans la querelle des Anciens et des Modernes,.